# 胸廓出口症候群
胸廓出口症候群（Thoracic outlet syndrome）簡稱TOS，是位於胸廓入口（下頸到腋窩的通道，臨床上會稱為「胸廓出口」）的神經血管束（包括臂神經叢、鎖骨下動脈或鎖骨下靜脈）受到壓迫而引起的症狀。分為三種主要類型：神經型、靜脈型、動脈型。神經型是最常見的一種，會有疼痛、無力、有時會有拇指基部肌肉流失的現象，靜脈型造成手臂水腫、疼痛、發紺。動脈型則造成手臂疼痛、發冷、蒼白的現象。
胸廓出口症候群可能源自於創傷、重複的手臂運動、腫瘤、懷孕、或是人類變異性（例如頸肋的現象）。必須借助神經傳導測試以及醫學影像來協助診斷。其他可能引起相似症狀的原因包含旋轉肌袖撕裂、頸椎間盤異常、纖維肌痛、多發性硬化症與複雜性局部疼痛症候群。
神經型胸廓出口症候群的初步治療包含以運動強化胸部肌肉與改善姿勢，例如萘普生之類的非類固醇消炎止痛藥可用來減緩疼痛。外科手術是處理動脈型與靜脈型胸廓出口症候群的主要方法，也可以使用在其他治療方法無法改善之神經型胸廓出口症候群。可能會用抗凝血劑來防止血栓產生。這個症候群影響了約1%的人口，發生在女性的比例較男性高，且主要發生於20~50歲之間。這個病症最早的描述出現在1818年；而現今使用的「胸廓出口症候群」（thoracic outlet syndrome）一詞則最早於1956年開始使用。